# Odin Thiago Holm
Odin Thiago Holm (* 18. Januar 2003 in Trondheim) ist ein norwegischer Fußballspieler, der bei Celtic Glasgow in der Scottish Premiership unter Vertrag steht und an den Los Angeles FC verliehen ist.

## Karriere
Holm begann seine Karriere als Jugendspieler in seinem Geburtsort Trondheim, bei Kattem IL aus dem Stadtteil Heimdal. Danach wechselte er zum Stadtteilverein SK Trygg/Lade. Im Jahr 2017 spielte er im Jugendbereich bei Heimdal IF, bevor er ein weiteres Mal innerhalb von Trondheim wechselte und das Jahr 2018 in den Reihen von Ranheim IL verbrachte. Im Sommer 2018 wurde er als Gastspieler im Team von Vålerenga Oslo zum besten Spieler des Sambor-Youth-Cup-Turniers in Danzig gekürt. Im November 2018 sollte er ein Probetraining bei Manchester United absolvieren, der Trainingsaufenthalt wurde jedoch aufgrund seiner Schulzeit in Trondheim abgesagt. Später war als Probespieler beim FC Liverpool und FC Midtjylland aktiv.
Als 15-Jähriger unterschrieb er am 13. Januar 2019 einen Dreijahresvertrag bei Vålerenga Oslo. In der ersten Saisonhälfte 2019 wurde er an Tiller IL in die 3. Liga ausgeliehen, um in Trondheim die weiterführende Schule zu absolvieren. In sieben Ligaspielen erzielte Holm zwei Tore für den Verein aus Tiller. Nach seiner Rückkehr nach Oslo gab Holm am 1. Dezember 2019 im Alter von 16 Jahren sein Debüt für Vålerenga in der Eliteserie gegen Mjøndalen IF, als er für Magnus Lekven eingewechselt wurde. Im April 2020 verlängerte er seinen Vertrag bei Vålerenga bis März 2022. Im Herbst 2020 etablierte er sich als Spieler der ersten Mannschaft von Vålerenga und erzielte sein erstes Tor am 22. Dezember 2020 beim 4:0-Sieg gegen Start Kristiansand. Im Februar 2021 musste er sich einer Meniskusoperation unterziehen, die ihn bis zum Spätsommer außer Gefecht setzte. Im April 2021 unterschrieb er einen neuen Vertrag bis zum Ende der Saison 2024.
Im Juni 2023 wechselte er für eine Ablösesumme von 2,6 Millionen Pfund zum schottischen Premiership-Klub Celtic Glasgow und erhielt einen Fünfjahresvertrag.
Holm wechselte im Januar 2025 auf Leihbasis zum Los Angeles FC in die Major League Soccer.

## Nationalmannschaft
Holm lief ab der U15 für Norwegen auf. Später folgten Einsätze in den folgenden Altersklassen. Sein erstes Tor für sein Heimatland erzielte er im Jahr 2021 in der U18 gegen Wales.

## Persönliches
Im Jahr 2017 wurde ihm bei der norwegischen Einwohnermeldebehörde stattgegeben, Thiago als zweiten Vornamen anzunehmen. Der Name wurde geändert, weil er den Fußballspieler Thiago als Vorbild hat.

## Erfolge
Celtic Glasgow
- Schottischer Meister: 2024
- Schottischer Pokalsieger: 2024
- Schottischer Ligapokal: 2025